# Samsung Galaxy Note 9
Samsung Galaxy Note 9 — фаблет, розроблений, сконструйований та реалізований компанією Samsung Electronics на базі ОС android. Є частиною серії Samsung Galaxy Note. Був представлений наступником Samsung Galaxy Note 8 9 серпня 2018 року.

## Історія
Багато характеристик Galaxy Note 9 були відомі ще перед офіційним запуском, включаючи інформацію про S-Pen. 27 червня 2018 року Samsung відправив запрошення на чергову подію "Unpacked" (Розпакований), показуючи зображення золотого S Pen. Згідно з цим тизером, було оголошено про нього 9 серпня 2018 року. 
15 липня 2018 року було розміщено фотографію, на якій показано як генеральний директор Samsung DJ Koh тримає можливий варіант Galaxy Note 9.
2 серпня 2018 року з Росії в Інтернеті була розміщена фотографія коробки Note 9.

## Технічні характеристики

### Обладнання
Note 9 має 6,4-дюймовий (162 мм) 2960 × 1440 (Quad HD+) Super AMOLED дисплей із співвідношенням сторін 18,5:9. Дизайн передньої панелі нагадує аналогічну панель у Note 8,  використовуючи лінію "Infinity Display" від  Samsung.
Note 9 постачається  у США, Канаду, Китай, Японію та Латинську Америку з Qualcomm Snapdragon 845 SoC процесором та з Samsung Exynos 9810 SoC процесором у решту країн світу. Передбачає моделі з 128 та 512 ГБ обсягом внутрішньої пам'яті. Модель з 128 ГБ має 6 ГБ оперативної пам'яті, а 512 ГБ має 8 ГБ. Всі моделі також мають слот для карт пам'яті microSD, які можуть підтримувати картку microSD до 512 ГБ, розширюючи обсяг пам'яті до 1 терабайт з моделлю 512 ГБ.
Note 9  має ступінь пило/вологозахисту класу IP68 та USB-C-роз'єм, який підтримує фукцію Samsung DeX без док-станції. Він має роз'єм для навушників 3,5 мм разом із стереодинаміками AKG, що підтримує Dolby Atmos.
У Note 9 є функція швидкого бездротового заряджання по стандарту Qi. 4000 мА·год акумуляторна батарея є значно покращена від попередніх телефонів Samsung Galaxy; у порівнянні з Samsung Galaxy Note 8, який мав лише 3300 мА·год, через проблеми з батареєю в Note 7. 
Система подвійної камери має одну лінзу з подвійною апертурою (f/1.5 та f / 2.4), подібно до S9, але налаштування  повернуті радше горизонтально, ніж вертикально як у Note 8.
Сканер відбитків пальців перенесли нижче блоку камери, як і S9 & S9+, а не поруч із ним, на відміну від Note 8. 
На телефоні є нова система охолодження, у якій використано трубу з рідиною на основі карбону, що в свою чергу сприяє ігровим можливостям - дозволяє проводити більші ігрові сесії без термічного дроселювання.

#### S-Pen
Найбільші зміни у Note 9 стосуються стилусу S-Pen. У S-Pen тепер є Bluetooth модуль, що дозволяє, використовуючи кнопку на стилусі (утримання, натискання один раз або двічі) виконувати певні завдання, наприклад, рухатися вперед або назад у презентаціях  або робити фотографії та використовувати додатки смартфону не торкаючись його.
У S-Pen тепер є "батарея" (по суті Іоністор), яка заряджається від смартфону, коли S-Pen (стилус) розміщений у слоті для стилуса. Компанія Samsung заявляє 30-хвилинне користування (або аж до 200 натискань кнопки) при тільки 40-секундному заряджанні. 

### Програмне забезпечення
Note 9 постачається із Android 8.1 Oreo та оболонкою Samsung Experience 9.5.
Програмне забезпечення для камери було вдосконалено і використовує технологію AI для розпізнавання сцен (може розпізнавати 20 різних сцен) та робить необхідні налаштування камери для покращення якості зображення.

## Ціни в Україні
В Україні модель з 128 ГБ вбудованої пам'яті та 6 ГБ оперативної коштує від 16 058 грн. Модель з 512 ГБ вбудованої та 8 ГБ оперативної пам'яті — від 19 994 грн. Причому порівняно нижчу ціну мають моделі кольорів Lavender Purple та Midnight Black.

## Інше
Як повідомляється, Samsung Galaxy Note 9 загорівся у жіночому гаманці з невідомих причин. Компанія Samsung офіційно відповіла, заявивши, що вони все ще розслідують цей інцидент і, що вони не отримували повідомлень про подібні інциденти, пов'язані з Note 9. 

## Зовнішні посилання
- Офіційний вебсайт [Архівовано 6 травня 2020 у Wayback Machine.]
- Огляд Samsung Galaxy Note9 — топовий фаблет зі стилусом [Архівовано 16 лютого 2020 у Wayback Machine.] Root Nation

| Попередня модель Samsung Galaxy Note 8 | Samsung Galaxy Note 9 2018 | Наступна модель Samsung Galaxy Note 10 |